# Wilhelm Anton Cremer
Wilhelm Anton Cremer (* 13. Dezember 1909 in Düren; † 14. November 1981 ebenda) war ein deutscher Politiker (CDU).

## Leben
Nach dem Besuch der Volksschule und des Gymnasiums studierte der Sohn des Dürener Bankdirektors Matthäus Cremer Rechtswissenschaften. Nach dem 1. und 2. juristischen Staatsexamen war er als Rechtsanwalt tätig.
Seit 1928 war er Mitglied der katholischen Studentenverbindung AV Austria Innsbruck.

## Abgeordneter
Vom 6. Dezember 1952 bis zum 27. September 1958 war Cremer Mitglied des Kreistages des Landkreises Düren.

## Öffentliche Ämter
Vom 8. Mai 1954 bis zum 17. November 1956 war er Landrat des Landkreises Düren.

## Sonstiges
1971 wurde er von Kardinal-Großmeister Eugène Kardinal Tisserant zum Ritter des Ritterordens vom Heiligen Grab zu Jerusalem ernannt und am 4. Dezember 1971 im Kaiserdom St. Bartholomäus in Frankfurt am Main durch Lorenz Kardinal Jaeger, Großprior der deutschen Statthalterei, investiert.
Am 23. April 1979 wurde Cremer das Bundesverdienstkreuz am Bande des Verdienstordens der Bundesrepublik Deutschland.